# Precis archesia

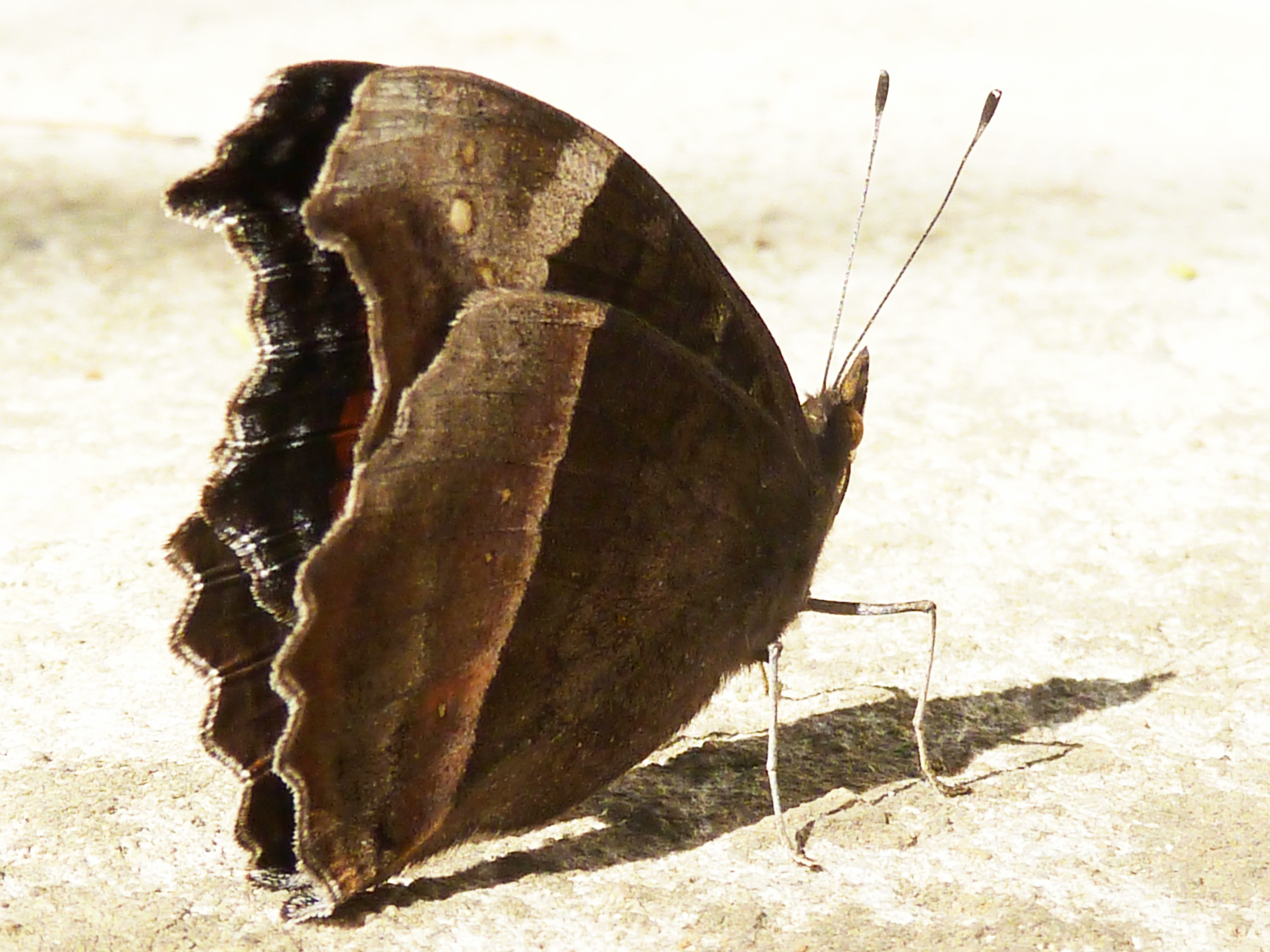
Flügelunterseite (Trockenzeit)

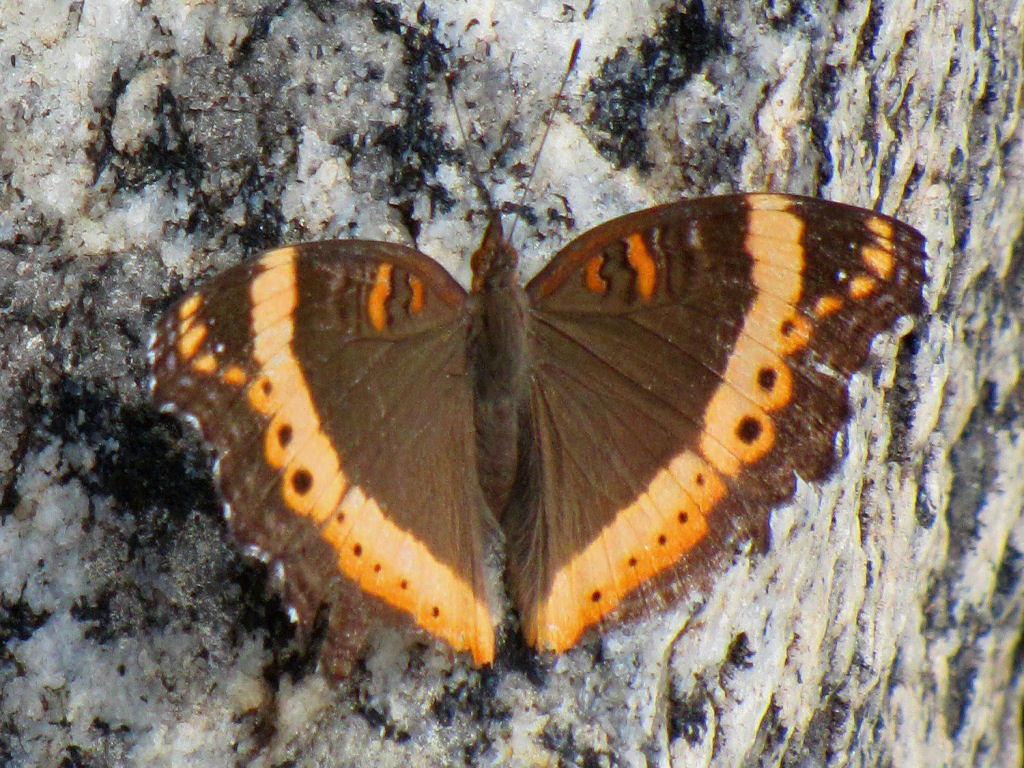
Form der Regenzeit

Precis archesia ist ein in Afrika vorkommender Schmetterling (Tagfalter) aus der Familie der Edelfalter (Nymphalidae).

## Merkmale

### Falter
Die Flügelspannweite der Falter beträgt 45 bis 50 Millimeter bei den Männchen und 50 bis 60 Millimeter bei den Weibchen. Ein Sexualdimorphismus liegt nicht vor. Während der Trockenzeit zeigen die Falter bei beiden Geschlechtern einen roten Streifen auf dunkelbraunem Grund in der Postdiskalregion auf der Oberseite beider Flügelpaare, der einige weiße Flecke enthält. Am Vorderrand der Vorderflügel befinden sich hellblaue bis weißliche Flecke. Sämtliche Flügel sind weiß gesäumt. Die Flügelunterseiten zeigen eine scharf begrenzte Zweiteilung, in der äußeren Region sind sie hellbraun, innen dunkelbraun. Falter der Regensaison haben eine braune Grundfarbe, von der sich ein gelber Streifen über beide Flügelpaare erstreckt. Dieser enthält kleine braune Flecke und gabelt sich Y-förmig nahe dem Apex der Vorderflügel.

### Ähnliche Arten
Nur die Regenform ähnelt den Faltern von Precis ceryne. Bei diesen sind die gelben Streifen auf den Flügelpaaren jedoch breiter als bei Precis archesia.

## Vorkommen und Lebensraum
Das Verbreitungsgebiet der Art erstreckt sich über den mittleren und östlichen Teil des afrikanischen Kontinents. In Uganda ist sie durch die Unterart Precis archesia ugandensis  vertreten. Die Art besiedelt Savannen, grasige Hügellandschaften und felsige Abhänge sowie Gärten und Parkanlagen.

## Lebensweise
Die Falter sind in allen Monaten des Jahres anzutreffen. Formen der Regenzeit erscheinen zwischen September und März, Trockenzeitformen zwischen April und August. Sie saugen gerne Nektar an Blüten. Die Raupen ernähren sich von den Blättern von Lippenblütlern (Lamiaceae), beispielsweise von Harfensträuchern (Plectranthus).